# Человек-паук: Возвращение домой (саундтрек)
«Челове́к-пау́к: Возвраще́ние домо́й» (оригинальный саундтрек) — музыка к фильму «Человек-паук: Возвращение домой» (2017) от компаний Columbia Pictures и Marvel Studios, основанному на одноимённом персонаже компании Marvel Comics. Музыка была написана американским композитором Майклом Джаккино. Альбом саундтреков был выпущен компанией Sony Masterworks 7 июля 2017 года.

## Разработка
Во время продвижения фильма «Доктор Стрэндж» (2016) в начале ноября 2016 года президент Marvel Studios Кевин Файги случайно сообщил, что Майкл Джаккино, написавший музыку к этому фильму, также будет писать музыку для этого фильма, однако Джаккино вскоре сам подтвердил это. Запись саундтрека началась 11 апреля 2017 года. Музыка включает в себя музыкальную тему из мультсериала «Человек-паук» (1967), которая воспроизводится во время логотипа Marvel Studios. Саундтрек был выпущен Sony Masterworks 7 июля 2017 года.

## Трек-лист
Вся музыка написана Майклом Джаккино.
| №                   | Название | Длительность |
| ------------------- | --- | ------------ |
| 1.                  | «Theme» (музыкальная тема из мультсериала «Человек-паук» (1967), написанная Полом Фрэнсисом Вебстером и Робертом «Бобом» Харрисом) | 0:39         |
| 2.                  | «The World is Changing» () | 4:10         |
| 3.                  | «Academic Decommitment» | 1:57         |
| 4.                  | «High Tech Heist» | 1:26         |
| 5.                  | «On a Ned-To-Know Basis» | 1:45         |
| 6.                  | «Drag Racing / An Old Van Rundown»                                                                                                 | 4:06         |
| 7.                  | «Webbed Surveillance» | 4:40         |
| 8.                  | «No Vault of His Own» | 2:27         |
| 9.                  | «Monumental Meltdown» | 5:23         |
| 10.                 | «The Baby Monitor Protocol» | 1:37         |
| 11.                 | «A Boatload of Trouble Part 1» | 3:09         |
| 12.                 | «A Boatload of Trouble Part 2» | 2:16         |
| 13.                 | «Ferry Dust Up» | 2:50         |
| 14.                 | «Stark Raving Mad» | 1:54         |
| 15.                 | «Pop Vulture» | 3:05         |
| 16.                 | «Bussed a Move» | 1:43         |
| 17.                 | «Lift Off» | 5:25         |
| 18.                 | «Fly-By-Night Operation» | 2:23         |
| 19.                 | «Vulture Clash» | 4:07         |
| 20.                 | «A Stark Contrast» () | 4:41         |
| 21.                 | «No Frills Proto COOL!» | 0:34         |
| 22.                 | «Spider-Man: Homecoming Suite» | 6:13         |
| 23.                 | «The Queens Community Bank Jingle» (Hidden track)                                                                                  |              |
| 24.                 | «The Real Reason Peter Quit the Band» (Hidden track)                                                                               |              |
| Общая длительность: | Общая длительность: | 1:06:40      |

## Дополнительная музыка
Треки «Blitzkrieg Bop» группы Ramones, «The Underdog» группы Spoon, «Can’t You Hear Me Knocking» группы Rolling Stones, «The Low Spark of High Heeled Boys» группы Traffic, «Save It for Later» группы The English Бит и «Space Age Love Song» группы A Flock of Seagulls также представлены в фильме.

## Чарты
| Чарт (2017)                       | Высшая позиция |
| --------------------------------- | -------------- |
| Шотландия (Scottish Albums Chart) | 96             |

## Комментарии
1. 1 2  Этот трек ссылается на мелодию Алана Сильвестри из фильма «Мстители» (2012)[6].

## Использованная литература
1. ↑  Elderkin, Beth. Michael Giacchino Confirms He's Scoring Spider-Man: Homecoming. io9 (6 ноября 2016). Дата обращения: 7 ноября 2016. Архивировано 6 ноября 2016 года.
2. ↑  m_giacchino. Spider-Man recording begins TODAY.  Alex Acuna and @walterdrums on the strangest kit you've ever seen... [твит]. Твиттер (11 апреля 2017). Дата обращения: 11 апреля 2017. Архивировано 11 апреля 2017 года.
3. ↑  Gettell, Oliver. Michael Giacchino teases Spider-Man: Homecoming score with familiar tune. Entertainment Weekly (19 мая 2017). Дата обращения: 19 мая 2017. Архивировано 20 мая 2017 года.
4. 1 2  'Spider-Man: Homecoming' Soundtrack Details. Film Music Reporter (27 мая 2017). Дата обращения: 27 мая 2017. Архивировано 27 мая 2017 года.
5. ↑  Gettell, Oliver. First Listen: Hear a track from Michael Giacchino's Spider-Man: Homecoming score. Entertainment Weekly (16 июня 2017). Дата обращения: 16 июня 2017. Архивировано 17 июня 2017 года.
6. ↑  Southall, James. Spider-Man: Homecoming. Movie Wave (2 июля 2017). Дата обращения: 9 июля 2017. Архивировано 9 июля 2017 года.
7. ↑  Cecchini, Mike. Spider-Man: Homecoming Uses Music Perfectly. Den of Geek (7 июля 2017). Дата обращения: 18 сентября 2017. Архивировано 18 сентября 2017 года.
8. ↑  Official Scottish Albums Chart Top 100  (англ.). The Official Charts Company.  Проверено 15 июля 2017.